# Proechimys echinothrix
Proechimys echinothrix és una espècie de mamífer rosegador de la família de les rates espinoses. Viu al Brasil i, possiblement, a Colòmbia i el Perú. El seu hàbitat natural són els boscos de terra ferma. És una espècie en risc mínim, és a dir, no sembla que hi hagi cap amenaça significativa per a la seva supervivència. El seu nom específic, echinothrix, vol dir «de pèl espinós».